# Konrad Latte
Konrad Latte (Breslau (avui Wrocław, Baixa Silèsia), 5 de maig, 1922 - Berlín, 21 de maig, 2005), va ser un músic alemany i supervivent de l'Holocaust.

## Biografia
Latte va créixer en una família assimilada. Va ser alumne d'Edwin Fischer i Leo Borchard. Tanmateix, segons les lleis racials de Nuremberg, era considerat jueu i va ser objecte de persecució. Darrerament va treballar com a organista a l'església de Santa Anna de Dahlem. El 1943 es va amagar a Berlín amb els seus pares. Mentre que la seva germana Gabi va morir d'escarlatina i els seus pares Margarete i Manfred Latte van ser assassinats al camp de concentració d'Auschwitz, Konrad Latte va sobreviure als anys de guerra sota terra. Entre els seus destacats ajudants hi havia el compositor Gottfried von Einem, el pastor Harald Poelchau, el pianista Edwin Fischer, el director Leo Borchard, la periodista Ruth Andreas-Friedrich, l'actriu Ursula Meißner i Anne-Lise Harich, amb qui, segons els autors de el llibre blau sobre Erich Kästner, que també li va donar suport. Durant el seu temps amb Anne-Lise Harich a Zehlendorf va utilitzar el nom en clau Bauer. També portava una insígnia del Front Laboral alemany com a camuflatge.
Després de la guerra, Konrad Latte va treballar com a acompanyant amb tasques de direcció a Cottbus (1949–52) i com a director musical a Bautzen (1952/53). El 1953 va fundar l'Orquestra Barroca de Berlín, que va dirigir fins al 1997. Darrerament va viure amb la seva dona Ellen a Berlín-Wannsee.